# Чернігівський обласний художній музей імені Григорія Галагана
Черні́гівський обласни́й худо́жній музе́й імені Григо́рія Галага́на — обласний художній музей у місті Чернігові; місцеве цінне зібрання мистецьких творів, регіональний осередок культури й естетичного виховання. Створений у 1983 році.

## Загальні дані
Чернігівський обласний художній музей імені Григорія Галагана міститься у будівлі-пам'ятці архітектури XIX століття, й розташований на території древнього княжого міста за адресою:
вул. Музейна, буд. 6, м. Чернігів—14006 (Україна).
Директор закладу — Юрій Ткач.

## Музейне зібрання

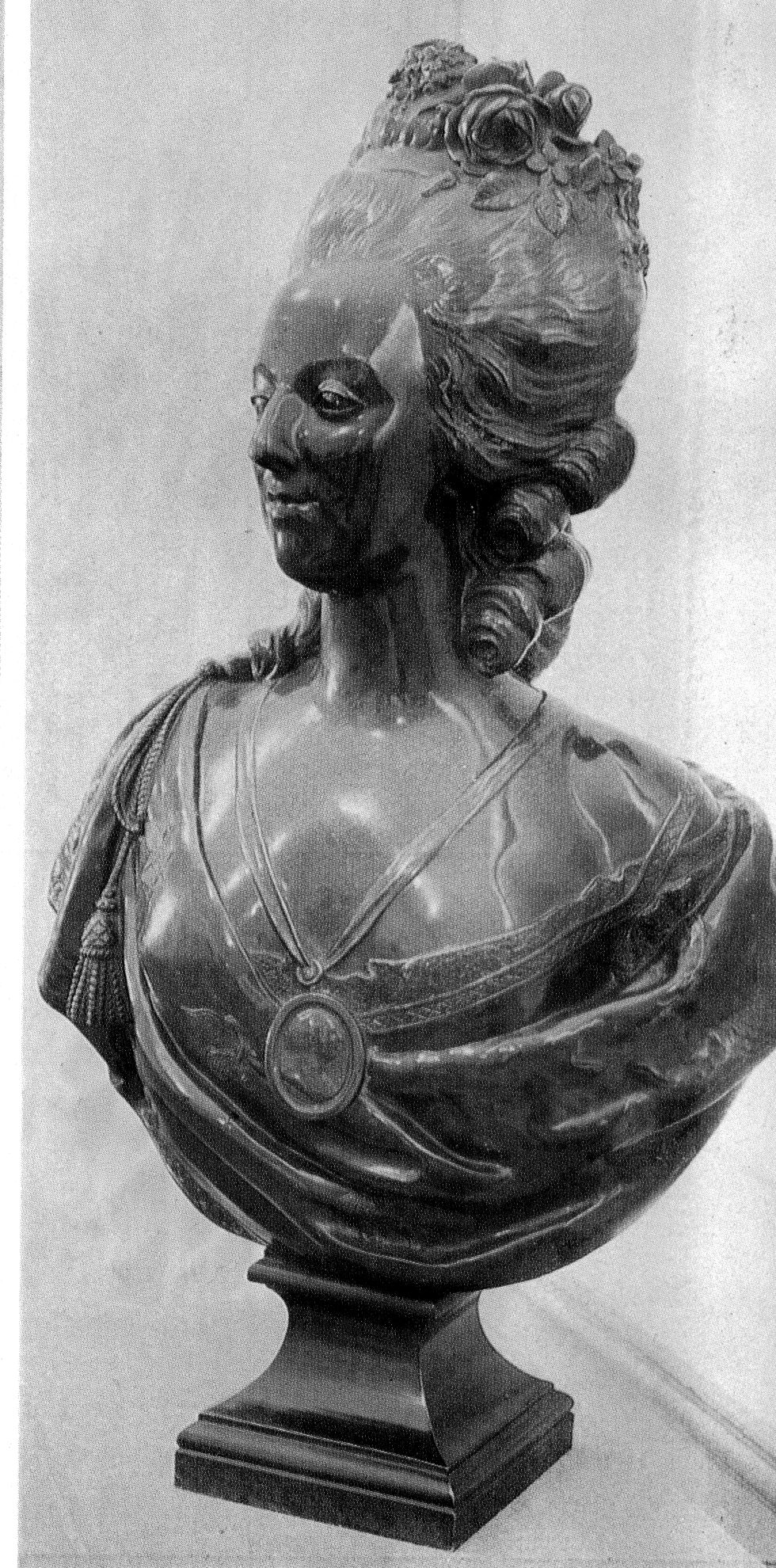
Фелікс Леконт. Марія-Антуанетта. Після 1783

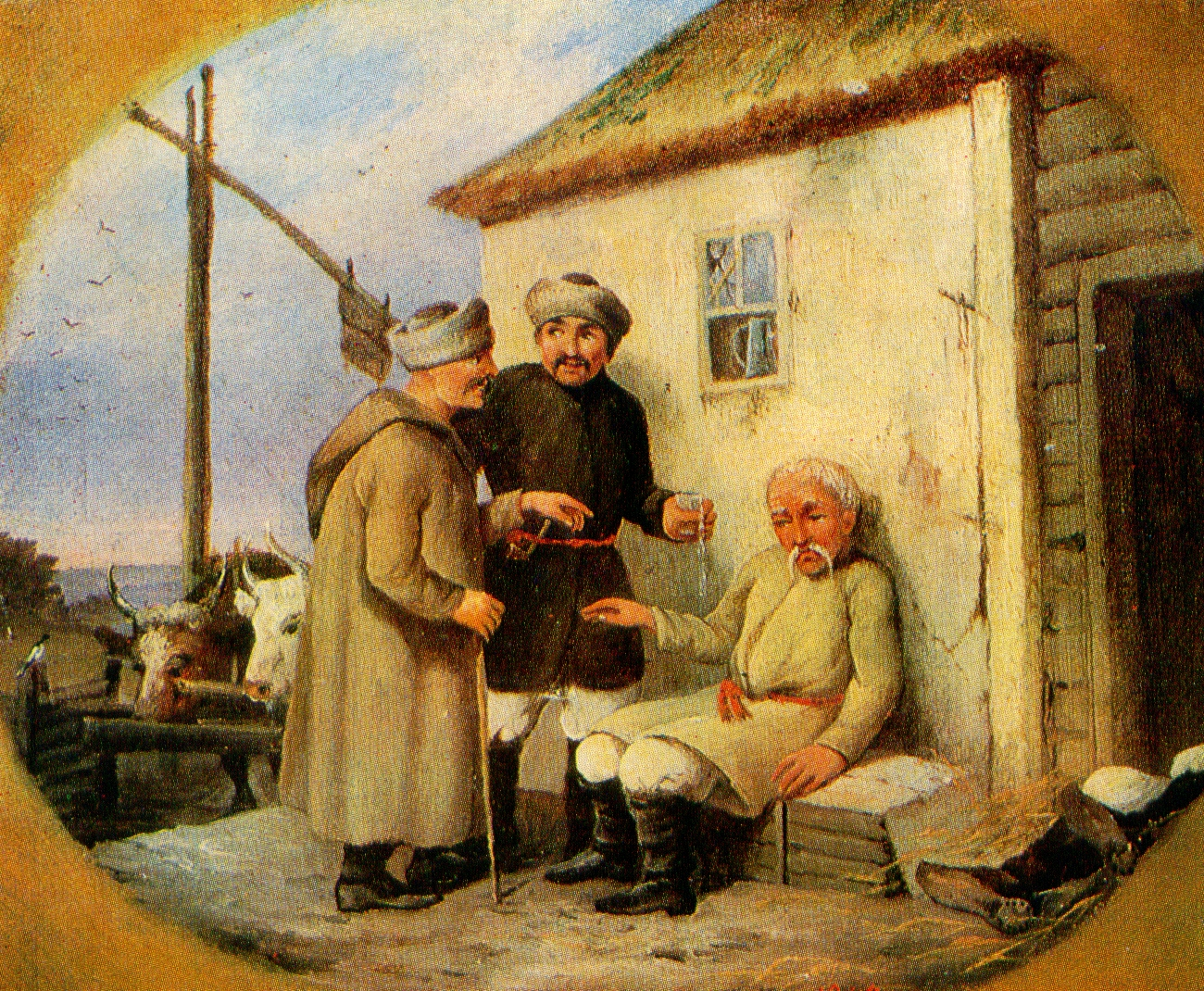
Чумаки біля корчми. Невідомий художник, 1840-ві

Розташований на території древнього княжого міста у пам'ятці архітектури 19 століття, він навіть зовні відповідає уявленню про музей як про місце, що несе на собі відбиток часу, відблиск історії та культури нашого народу. Вас надихнуть шедеври західноєвропейського та українського мистецтва, унікальна колекція козацько-старшинського роду Ґалаґанів з музейного зібрання, що налічує понад 9 тисяч творів образотворчого та декоративно-ужиткового мистецтва від 16 століття і до сьогодення, включаючи іконописну спадщину часів українського бароко, народні картини «Козак-Мамай», полотна голландських, фламандських, французьких, італійських митців.
Чільне місце в музейній колекції посідають твори іконопису, здебільшого українського, серед яких канонічний «Архистратиг Михаїл», колекція Богородичних ікон, самобутня народна ікона зі своєрідним трактуванням того чи іншого образу святого — покровителя, двобічна «Покрова Богородиці. Розп'яття».
Найбільшу частку музейної колекції складають твори українських корифеїв ХХ століття — М. Жука, М. Самокиша, С. Шишка, М. Глущенка, М. Дерегуса, Т. Яблонської, А. Коцки та багатьох інших.
Значну частину фондового зібрання складають твори декоративно-ужиткового мистецтва України, створені протягом майже двох століть. Аплікація, вишивка та розпис, вироби зі скла та порцеляни, кераміки та дерева представлені відомими іменами родини Саєнків, М. Тимченко, М. Примаченко, І. Апполонова, Г. Денисенка, А. Штепи та багатьох інших знаних майстрів.
Самобутньою є і колекція народної іграшки, що налічує понад 350 експонатів з дерева, глини, соломи та тіста, і є яскравим проявом національної культури.
Невеликою, але достатньо цікавою є колекція західноєвропейського живопису, зокрема творів італійських художників 17-18 століть. Голландський та фламандський живопис знайомить з творами батального та побутового жанру, різноманітними натюрмортами, полотнами на міфологічні та євангельські сюжети. Окрасою збірки, безумовно, є живописне полотно «Концерт» відомого голландського художника Гендрика Тербрюґена, датоване 1626 роком.
Мистецтво Франції 18-19 століть представлене іменами таких знаних майстрів як Юбер Робер, Жан-Луї-Ернест Мейссон'є, Ж. Трезер, Етьєн Моріс Фальконе, Франсуа Помпон.